# 澳門巴士2AS路線
澳門巴士2AS路線是由澳巴經營，往返黑沙環衛生中心和亞馬喇前地的巴士路線。

## 背景
- 2013年10月26日，MT3U路線（現73路線）開設，當中由黑沙環不停站往返亞馬喇前地之路段，吸引眾多乘客於早晚尖峰時段乘坐。[1][2][3]

- 2020年11月27日，交通事務局因應73路線客流增加，開設73S路線疏導北區往返澳門大學的乘客，後於2022年9月9日起改經蓮花路及路氹連貫公路一帶方便橫琴口岸乘客轉乘往返澳門大學；[4][5]但隨著澳門大學連接橫琴口岸通道橋於2023年9月26日開通，加上往返程改經路氹連貫公路，導致該線乘客量大幅減少，最終於2024年4月7日起暫停營運，由73路線增加班次取代。[6][7][8]

- 自73S路線停駛後，澳巴安排加密班次及增加晨早特別班次疏導由黑沙環前往中區客流；另一方面，根據交通事務局與兩間巴士公司簽署的合同中要求在2024年8月1日或之前，除小巴及中巴外，全部營運車輛應使用環保能源，由於所有新能源大巴重量超過15噸無法行經嘉樂庇總督大橋，導致途經嘉樂庇總督大橋的73等路線的車型“縮水”（即從大巴轉為中巴）。[9] 北區社區服務諮詢委員會委員陳家賢於2024年8月的北區社諮委恆常會議議程前發言時表示，收到市民反映因73路線車型更改，導致在早晚高峰時段因車輛滿載而無法上車乘坐，她提出包括建議視乎情況加開尖峰時段快線，如研究73S路線復辦或另制訂新路線引流。[10]

- 2024年7月15日起，澳巴試行推出「73路線加班車」，及後持續檢視運作情況，並在獲得交通事務局批准後，正式開通本線，提供在早晨時段由黑沙環直達中區的巴士服務。[11]

## 歷史
- 2024年8月26日起，本線開設，以分流及疏導73路線上午尖峰時段由黑沙環前往中區的乘客。[12][13]

- 2024年9月12日起，新增停靠「亞馬喇前地」站；而同月16日起，取消停靠「葡京酒店」站。[14]

## 本線特色
- 本線與H2路線為唯二於大賽車期間停駛的路線。

## 使用車輛
2024年9月9日前：
- 中通LCK6113SHEVG
- 中通LCK6980SHEVG

2024年9月9日起：
- 中通LCK6113SHEVG

## 電牌
| 往葡京方向             | 往葡京方向         | 往葡京方向 |
| 日期                   | 頭牌               | 圖例       |
| ---------------------- | ------------------ | ---------- |
| 2024年8月26日至9月11日 | 直達 葡京酒店      |            |
| 2024年9月12日起        | 直達 亞馬喇前地    |            |
| 往黑沙環方向           |                    |            |
| 日期                   | 頭牌               | 圖例       |
| 2024年8月26日起        | 黑沙環衛生中心     |            |
| 2024年8月26日起        | 直達 黑沙環 海上居 |            |

## 路線資料

### 收費
| 收費類別     | 收費類別                      | 收費類別             | 費用 |
| ------------ | ----------------------------- | -------------------- | ---- |
| 現金         | 現金                          | 現金                 | $6.0 |
| 境外支付工具 | 支付寶（內地及香港）          | 支付寶（內地及香港） | $6.0 |
| 境外支付工具 | 雲閃付 非綁定澳門銀聯卡       |                      | $6.0 |
| 境外支付工具 | 微信支付（內地及香港）        |                      | $6.0 |
| 境外支付工具 | 交通聯合 非澳門發行的全國通卡 |                      | $6.0 |
| 境內支付工具 | 澳門通                        | 全民卡               | $3.0 |
| 境內支付工具 | 澳門通                        | 學生卡               | $1.5 |
| 境內支付工具 | 澳門通                        | 長者卡               | 免費 |
| 境內支付工具 | 澳門通                        | 殘疾卡               | 免費 |
| 境內支付工具 | 聚易用＋                      | 聚易用＋             | $3.0 |

### 服務時間及班距
| 服務時間                     | 服務時間                     | 星期一至五  | 例假日 （含公眾假期） |
| ---------------------------- | ---------------------------- | ----------- | --------------------- |
| 馬場東大馬路／黑沙環衛生中心 | 馬場東大馬路／黑沙環衛生中心 | 07:00-09:30 | 停駛                  |
| 班距                         | 班距                         | 5-15分鐘    | 停駛                  |
| 懸掛8號風球後1小時開出尾班車 |                              |             |                       |

### 路線停站
| 2AS  | 黑沙環衛生中心 ↺ 亞馬喇前地 | 黑沙環衛生中心 ↺ 亞馬喇前地  | 黑沙環衛生中心 ↺ 亞馬喇前地 |
| 序號 | 循環線                      | 循環線                       | 循環線                      |
| 序號 | 站號                        | 站名                         |                             |
| 1    | M231                        | 馬場東大馬路／黑沙環衛生中心 |                             |
| 2    | M219/1                      | 勞動節大馬路                 |                             |
| 3    | M50                         | 勞動節大馬路／廣華           |                             |
| 4    | M172/16                     | 亞馬喇前地                   |                             |
| 5    | M247                        | 海上居                       |                             |
| 6    | M231                        | 馬場東大馬路／黑沙環衛生中心 |                             |

## 使用狀況
- 正式營運首日（2024年8月26日），多名乘客表示平時在“馬場東大馬路／黑沙環衛生中心”站候車乘客較多，又認為本線開通能夠有效疏導上午尖峰時段的乘車人流，營運時間方面符合大部分市民上班及上學的需要，以及於9月非高等教育階段開學後的疏導較為明顯；另有乘客表示本線開出時間普遍於73路線後，多數乘客選擇73路線，本線的疏導作用相對下降。本線停靠“葡京酒店”站，相對停靠“亞馬喇前地”站較為不便，期望未來可適當調整。[15]

- 2024年8月26日，交通諮詢委員會「公共運輸服務改善工作小組」舉行2024年度第四次工作會議，小組委員提出多項工作改善建議，包括檢視本線的營運時段。[16]

- 本線開設後，澳巴一直派員駐站維持秩序，向乘客了解出行需求，鑑於不少乘客經不同渠道反映有前往亞馬喇前地轉乘站的需求，以更方便轉乘或步行到就近中區辦公場所。澳巴經了解後將意見整合，及時向交通事務局報告有關情況，並獲得當局全力支持，助力推動落實第二次調整，共同為市民提供更好服務。[11]

## 客量
- 2024年9月20日，澳巴公佈根據乘車數據，本線乘客人數目前正持續不斷增加，在營運初期首十天，乘客量逐步上升約90%，而在調整站點後，客量進一步上升，較開線初期上升超過300%，同時73路線擁擠情況得到緩解，顯見本線與73路線澳門半島及離島客群分流措施成效，廣獲乘客正面評價。[11]

## 未來計劃
- 2024年8月27日，澳巴助理總經理陳逸在澳門電台澳門講場節目表示，鑑於73路線客流量多，發現其中四至五成人是前往中區，增設本線可分流由黑沙環至中區的乘客。因應客況，倘有需要未來會考慮增開晚高峰時段，滿足居民出行需要。[17]

## 圖片集

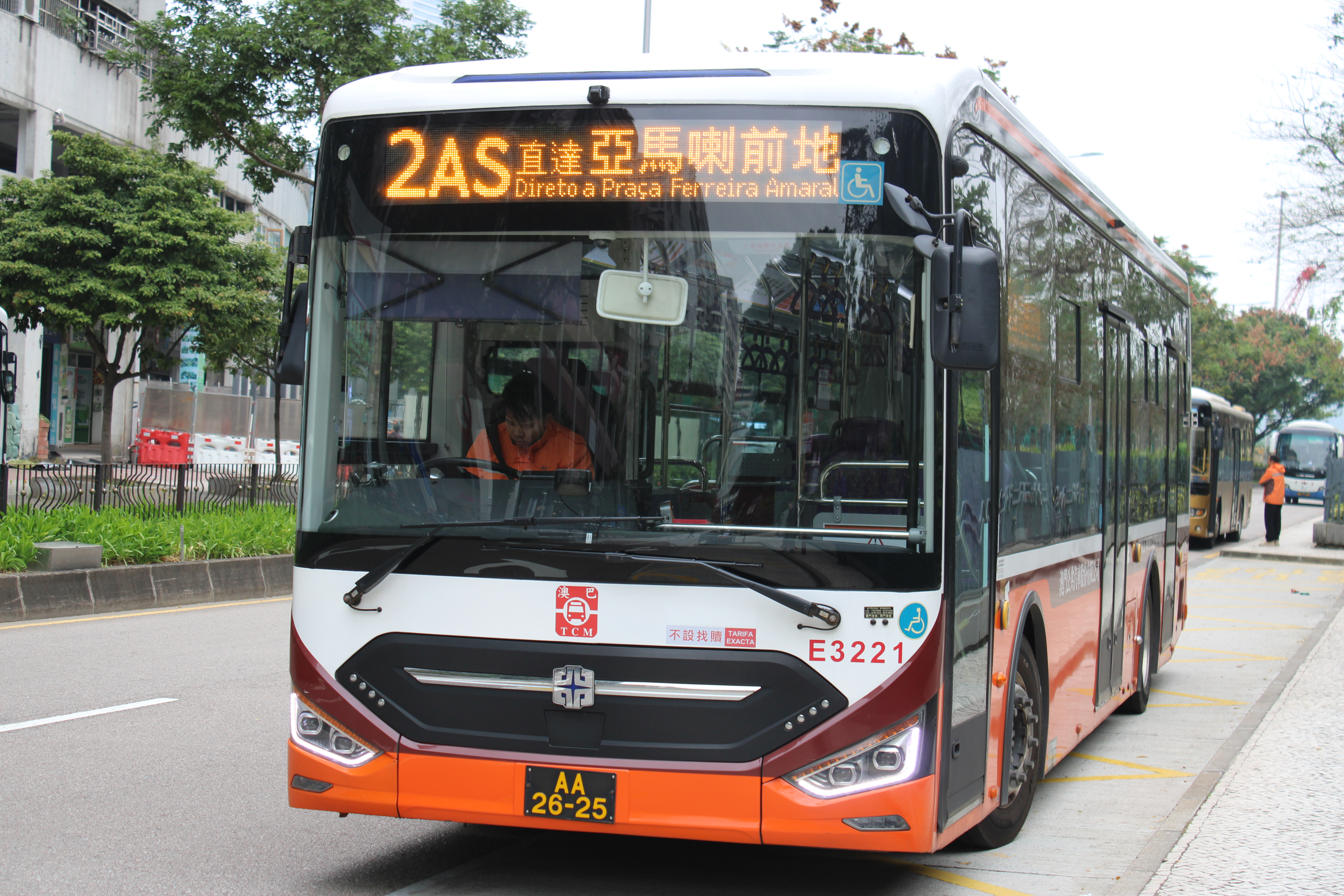
中通LCK6113SHEVG
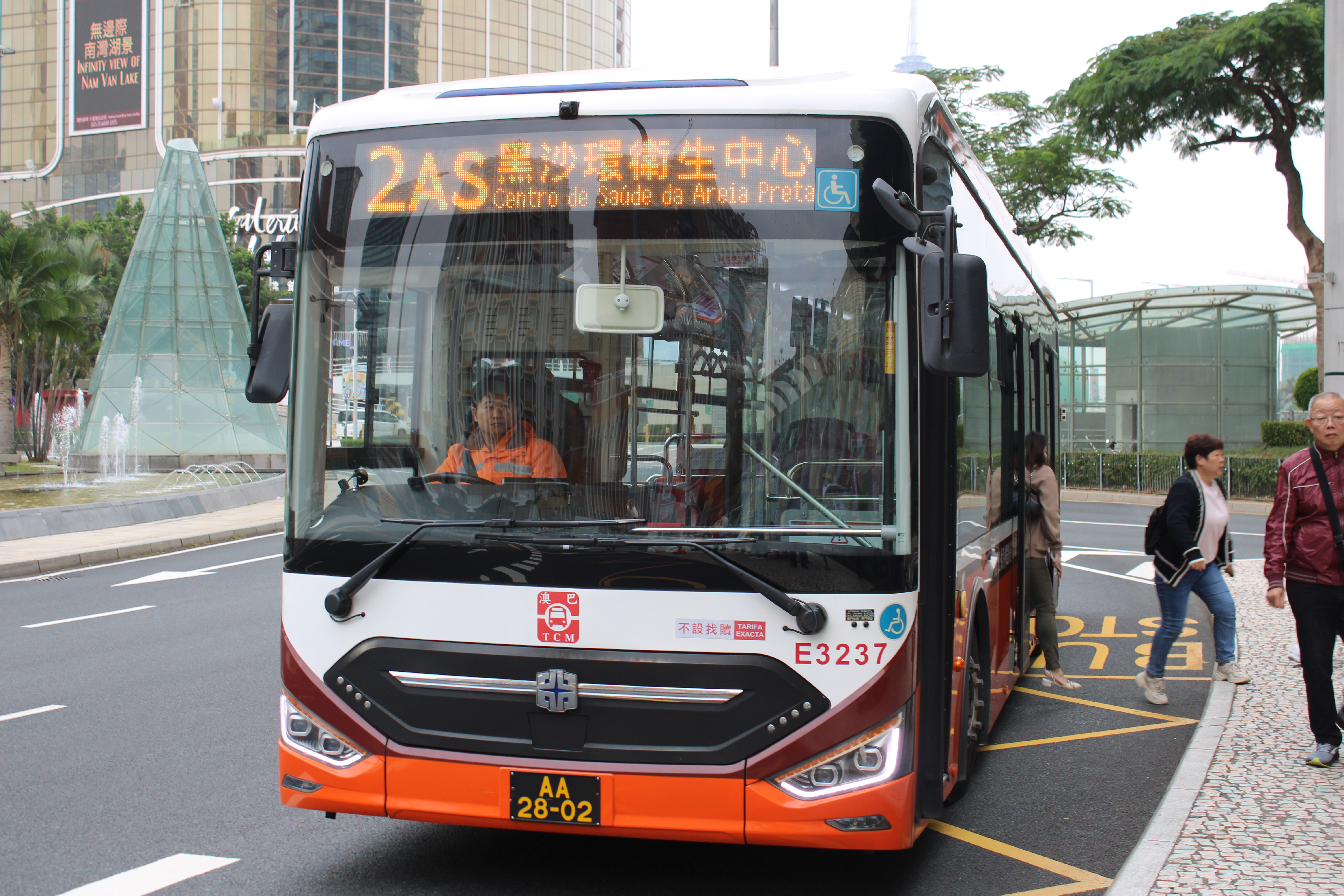
中通LCK6113SHEVG
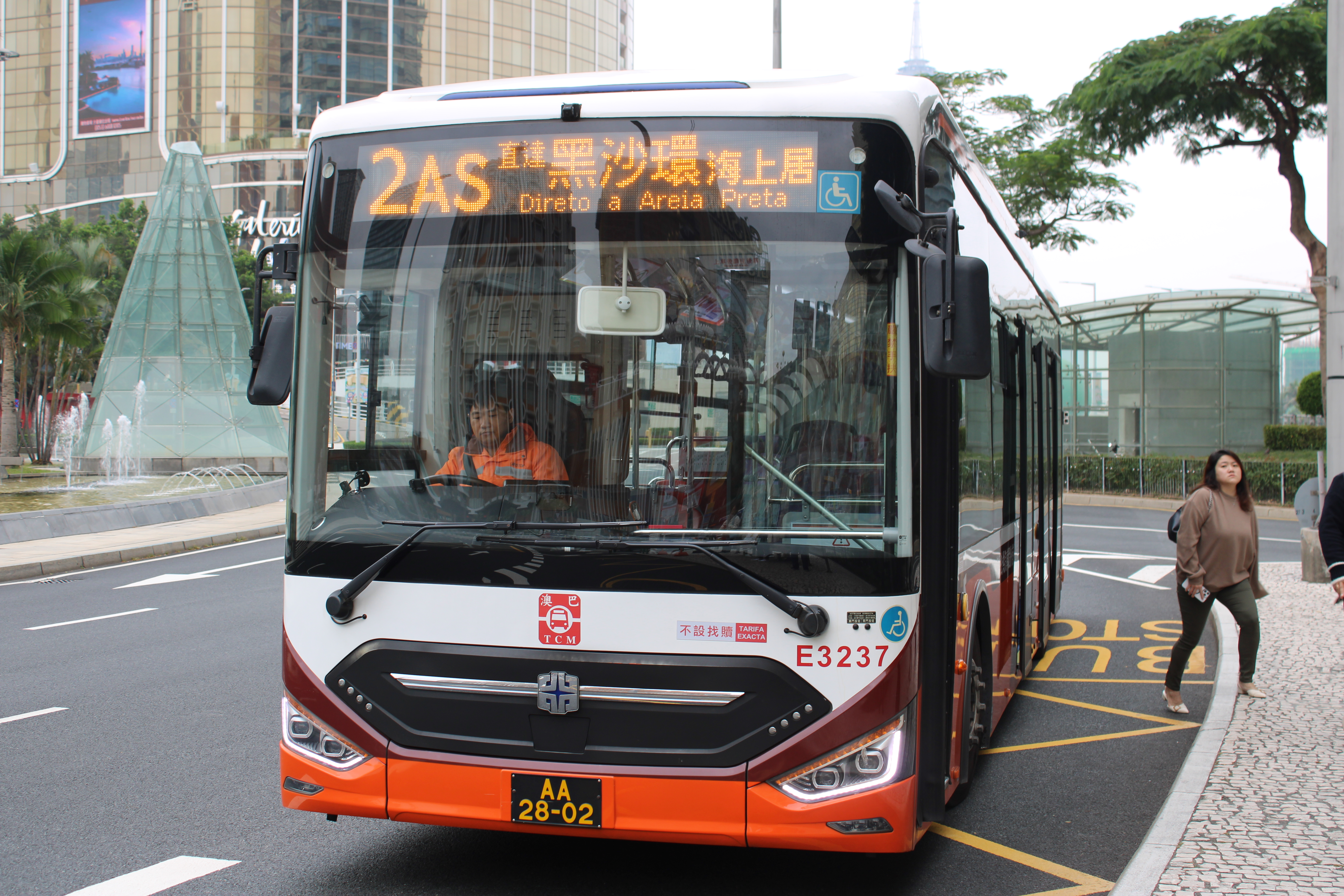
中通LCK6113SHEVG

## 外部連結
- （繁體中文）澳門公共汽車有限公司（官方網站） （页面存档备份，存于）